# 罗曼·普京
罗曼·伊戈列维奇·普京（羅馬化：Roman Igorevich Putin；1977年11月10日—），俄罗斯商人、现任俄罗斯跆拳道联合会主席，2020年进入俄罗斯政坛。商人和政治人物伊戈尔·普京之子，俄罗斯联邦现任总统弗拉基米尔·普京的侄子，被视作普京总统的接班人。
2001年从军校毕业后，曾在俄罗斯联邦安全局服役两年。
2020年7月，罗曼·普京成立了“人民反贪污”政党作为执政党“统一俄罗斯”的侧翼，致使该国部分媒体认为这是普京准备将权力移转的过渡计划。